# Kristiina Mäki
Kristiina Mäki (Lapua, 22 settembre 1991) è una mezzofondista finlandese naturalizzata ceca.

## Biografia
Nata in Finlandia da padre finlandese e madre ceca, a tre anni si trasferisce in Repubblica Ceca. Il 3 agosto 2014 sale agli onori della cronaca internazionale per aver corso sia ai campionati nazionali finlandesi sia a quelli cechi, in entrambi i campionati correndo nei 1 500 metri piani e conquistando l'argento a Kuopio (in Finlandia) e, 16 ore dopo, l'oro a Ostrava (Repubblica Ceca). Una settimana più tardi, agli europei di Zurigo, vestendo i colori della Nazionale ceca, raggiunge la quattordicesima posizione.

## Palmarès
| Anno | Manifestazione  | Sede      | Evento       | Risultato  | Prestazione | Note                                     |
| ---- | --------------- | --------- | ------------ | ---------- | ----------- | ---------------------------------------- |
| 2014 | Europei         | Zurigo    | 5000 m piani | 12ª        | 15'57"13    |                                          |
| 2015 | Europei indoor  | Praga     | 3000 m piani | 10ª        | 9'05"95     |                                          |
| 2015 | Universiadi     | Gwangju   | 5000 m piani | Oro        | 16'03"29    |                                          |
| 2016 | Mondiali indoor | Portland  | 1500 m piani | Batteria   | 4'11"28     | Miglior prestazione personale            |
| 2016 | Europei         | Amsterdam | 5000 m piani | 9ª         | 15'52"90    |                                          |
| 2017 | Universiadi     | Taipei    | 1500 m piani | Bronzo     | 4'20"65     |                                          |
| 2017 | Universiadi     | Taipei    | 5000 m piani | 6ª         | 15'59"87    | Miglior prestazione personale stagionale |
| 2018 | Europei         | Berlino   | 1500 m piani | Batteria   | 4'10"35     | Miglior prestazione personale stagionale |
| 2019 | Europei indoor  | Glasgow   | 1500 m piani | Batteria   | 4'17"19     |                                          |
| 2019 | Mondiali        | Doha      | 1500 m piani | Semifinale | 4'17"65     |                                          |
| 2021 | Giochi olimpici | Tokyo     | 1500 m piani | 13ª        | 4'11"76     |                                          |
| 2022 | Mondiali        | Eugene    | 1500 m piani | Semifinale | 4'17"15     |                                          |
| 2022 | Europei         | Monaco    | 1500 m piani | 6ª         | 4'05"73     |                                          |
| 2023 | Europei indoor  | Istanbul  | 1500 m piani | Finale     | dnf         |                                          |
| 2023 | Mondiali        | Budapest  | 1500 m piani | Batteria   | 4'06"90     |                                          |
| 2024 | Europei         | Roma      | 1500 m piani | Batteria   | 4'12"76     |                                          |
| 2024 | Giochi olimpici | Parigi    | 1500 m piani | Batteria   | 4'06"97     |                                          |
| 2025 | Europei indoor  | Apeldoorn | 1500 m piani | Batteria   | 4'12"60     |                                          |